# Paul Deval
Pour les articles homonymes, voir Deval.
Paul Deval, né le 30 mai 1906 et mort le 17 mars 1988 à Romans, est un homme politique français.

## Biographie
Paul Deval est né à Romans où il travaille à partir de 1932 comme journaliste pour Le Petit Dauphinois. Très populaire après avoir fondé la foire de Romans avant la Seconde Guerre mondiale, il est élu maire de sa ville natale en mai 1945. Il dirige une liste indépendante d'action et réalisations républicaines aux  constituantes de 1945 dans la Drôme, qui obtient 20 % des voix, lui permettant de gagner un siège. Il s'inscrit dans le groupe des républicains et résistants, apparenté au groupe du Parti communiste français.
Il est rapporteur, le 7 novembre, des opérations électorales du département de l'Ardèche et il dépose, le 20 décembre suivant, une proposition de loi tendant à modifier la composition des commissions départementales de confiscation des profits illicites, la procédure d'instruction des affaires qui leur sont soumises et la destination des amendes qu'elles prononcent. Il vote pour la nationalisation du crédit en décembre et s'oppose à l'augmentation de l'indemnité parlementaire. Il démissionne le 12 février 1946 pour se consacrer à la mairie de Romans. Il est remplacé par le second sur la liste, Marcel Barbu. Il est élu Conseiller général de Romans-sur-Isère le 7 octobre 1951.

## Détail des fonctions et des mandats
Mandat local
- 20 mai 1945 - 27 octobre 1955 : Maire de Romans
- 7 octobre 1951 - mars 1964 : Conseiller général de Romans-sur-Isère

Mandat parlementaire
- 21 octobre 1945 - 12 mars 1946 : Député de la Drôme